# 小行星1205
小行星1205（1205 Ebella）是一颗绕太阳运转的小行星，为主小行星带小行星。该小行星于1931年10月6日发现。
該小行星以德國天文學家卡爾·威廉·路德維希·馬丁·埃貝爾（Carl Wilhelm Ludwig Martin Ebell）命名。

## 轨道参数
小行星1205的轨道半长轴为2.5376595 UA，离心率为0.273。